# Antoine Ier de Gramont
Pour les articles homonymes, voir Gramont.
Antoine Ier d'Aure de Gramont, vicomte d'Aure, comte de Guiche, souverain de Bidache, né en 1526, mort à Bidache le 8 décembre 1576.
Il a été gentilhomme ordinaire de la chambre du roi, à partir de 1559, pour Henri II, François II et Charles IX, jusqu'en 1564.
Il est le fils de Menaud d'Aure d'Aster (vers 1485-1534), fils de Jean d'Aure et Jeanne-Isabeau de Foix-Grailly, et de Claire de Gramont (vers 1500-vers 1527), fille et héritière de François de Gramont et de Catherine d'Andouins. Dans le contrat de mariage passé le 23 novembre 1525, à Bidache, il est précisé que le fils aîné doit porter le nom de Gramont.

## Biographie
Il est maire et capitaine de Bayonne en 1538, conseiller d'État et capitaine de gendarmes en 1549.
Il se signale au cours de la prise de Calais, en 1558, et dans la conquête du Boulonnais, à la tête d'une compagnie de gens de pied équipée à ses frais. Il est nommé chevalier de l'ordre de Saint-Michel le 7 décembre 1561.
Il est en très grande faveur dans la cour du prince de Condé auquel il est lié par sa femme.
Il a embrassé la Réforme pour faire partie de la cour de la reine de Navarre, Jeanne d'Albret. Il devient un des principaux chefs des religionnaires dans le sud-ouest.
Il est nommé lieutenant-général de la reine en Navarre et en Béarn le 22 mars 1563. Il a essayé alors de faire pénétrer le calvinisme dans la Basse-Navarre et établit le prêche à Saint-Palais.
Les terres de Gramont et de Guiche sont érigées en comté en décembre 1563.
Il commande le régiment colonel des troupes réformées en Guyenne, (le régiment protestant de Gramont) comprenant 6 000 hommes, « tous vieux soldats de Gascogne et bons s'il en fut oncques » d'après Brantôme. Le régiment est divisé en trois corps de 2 000 hommes chaque, avec pour mestres de camp particuliers les sieurs de Montamat, de la Lande et de Bahus. Dans la première guerre de religion, il prend part au pillage de Poitiers, d'Angoulême, à la prise d'Orléans, de Bourges, au blocus de Paris, à la bataille de Dreux. Ce régiment est dissout le 19 mars 1563 conformément aux déclarations contenues dans le texte de la paix d'Amboise.
Pendant l'attaque de l'armée de l'armée envoyée contre le Béarn par Charles IX, commandée par Antoine de Lomagne, baron de Terride, en 1569, il se retire à Bidache car il ne peut résister.
Après la prise d'Orthez par le comte de Montgommery, Antoine de Gramont le rencontre mais ne pouvant se mettre d'accord sur la lieutenance générale de Navarre, il se retire dans son château.
Présent à Paris pour le mariage d'Henri de Navarre avec Marguerite de Valois, il est sauvé du massacre de la Saint-Barthélemy par le roi Charles IX qui le prend sous sa protection. Il abjure le protestantisme et reste catholique jusqu'à sa mort.
À partir d'octobre 1572, il est au service du roi de France qui le nomme gouverneur de Navarre et de Béarn, face au roi de Navarre. Le 17 avril 1573, il est fait prisonnier avec son fils Philibert par les protestants alors qu'il vient parlementer à Dax avec le capitaine protestant d'Arros. Le duc d'Anjou et Charles IX s'inquiètent et ce dernier demande que les coupables soient châtiés. Dans la mise au point des opérations, Gramont traite directement avec le duc d'Anjou et il insiste dans ses lettres sur sa fidélité.
Pendant les troubles qui ont suivi, il n'a eu qu'un rôle assez effacé dont le caractère a été défini par l'historien huguenot Nicolas de Bordenave (vers 1530-1601), historiographe de la Maison de Navarre, son contemporain.
Il a pris le titre de prince de Bidache en 1570.

## Famille

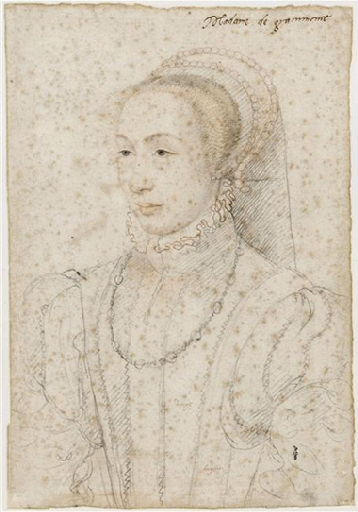
École de Jean Clouet, Portrait d'Hélène de Clermont

Il s'est marié par le contrat de mariage du 29 septembre 1549 avec Hélène de Clermont, fille de François de Clermont, seigneur de Traves, et d'Anne Gouffier, fille d'Artus Gouffier de Boisy, fille d'honneur de la reine Éléonore d'Autriche vers 1530, dont il a eu :
- Philibert Ier de Gramont (né en 1552, mort le 11 juillet 1580 au siège de La Fère), comte de Guiche, vicomte d'Aster, baron de Gramont, souverain de Bidache, marié le 7 août 1567 avec Diane d'Andoins (1554-1621), dite Corisande. Il a été nommé sénéchal de Béarn.
  - Antoine II de Gramont (v.1572-1644), vice-roi de Navarre, reçoit de Louis XIV le brevet de duc et pair le 13 décembre 1643.
    - Antoine III de Gramont

  - Catherine de Gramont.
- Théophile de Gramont (†1597), marié avec Charlotte de Clermont, cousine de sa mėre.
- Jean Antoine de Gramont.
- Marguerite de Gramont, mariée avec Jean de Durfort (mort en février 1587), vicomte de Duras, fils de Symphorien de Duras.
- Claire-Suzanne de Gramont, mariée en mars 1595 avec Henri des Prez de Montpezat (†1619), fils de Melchior des Prez et d'Henriette de Savoie-Villars.